# Кумган (кувшин)
Кумга́н (куман) — узкогорлый сосуд, кувшин для воды с носиком, ручкой и крышкой, применявшийся в Азии в основном для умывания и мытья рук, исходя из традиции отправления естественных потребностей на исламском Востоке. Кумганы изготавливались из глины или из металла (латуни, серебра).
В России появился с XVI—XVII веков. При этом изменилось его назначение: кумган стал посудой для напитков, прообразом квасника.